# Río Coya
El río Coya es un curso natural de agua que nace en la cordillera de los Andes de la Región de O'Higgins y fluye con dirección general SO hasta desembocar en el río Cachapoal al borde oeste de la localidad de Coya.

## Trayecto
El río Coya nace en la cordillera de los Andes y fluye por 28 km en valles de altas paredes hasta desembocar en el río Cachapoal al oeste de la localidad de Coya y 4 km aguas arriba de los termas de Cauquenes. Durante su trayecto recibe las aguas de las quebradas La Pasada, Alcaparrosa y Almendros, pero su principal afluente es el río El Teniente. Este drena las aguas servidas en los procesos de elaboración de la fundición de Caletones además de las instalaciones de extracción y procesamiento de mineral y tranques de relave. Los residuos que llegan al río El Teniente pasan al estero Coya y luego al río Cachapoal.: 37 

## Caudal y régimen
Risopatron da su caudal como de 1 370 l/s a 230 l/s.: 909 
La subcuenca superior del río Cachapoal abarca desde su nacimiento en la cordillera de los Andes hasta la junta con el estero La Cadena (muy pasada la ciudad de Rancagua), incluyendo el río Pangal. Esta subcuenca tiene un régimen nival, con sus mayores caudales en diciembre y enero, producto del deshielo. El período de estiaje se produce en el trimestre de junio a agosto.: 70 

## Historia
Francisco Astaburuaga escribió en 1899 en su obra póstuma Diccionario geográfico de la República de Chile sobre el río:
Colla.-—Riachuelo del departamento de Rancagua al E. de su capital. Tiene origen en la sierra alta hacia el NE. de la aldea de Machalí, y corre al SO. por entre esa serranía á echarse en la derecha del río Cachapual, casi enfrente de los baños termales de Cauquenes.
Luis Risopatrón lo describe en su Diccionario Jeográfico de Chile (1924) como un estero:: 111 
Coya (Estero de). Es de rápido curso, corre hacia el S en un cajón estrecho i lleva 1 370 litros de agua por segundo en la época de los deshielos i 230 litros por segundo en la temporada de invierno; se junta con el de El Teniente, que le cae del NE i sigue hacia el SW, entre cerros de laderas suaves cubiertos de vejetacion, que por el lado E dan oríjen a algunas quebradas, con poco caudal de agua i concluye por vaciarse en la márjen N del curso superior del rio Cachapoal, a corta distancia al N de los baños de Cauquenes. 119, p. 239; 134; i 156; i rio de Colla en 61, 1850, p. 457; i 66, p. 236 (Pissis, 1875); i riachuelo en 155, p. 163.